# Promenade Édouard-Glissant
La promenade Édouard-Glissant est une voie située dans le 7e arrondissement de Paris, en France.

## Situation et accès

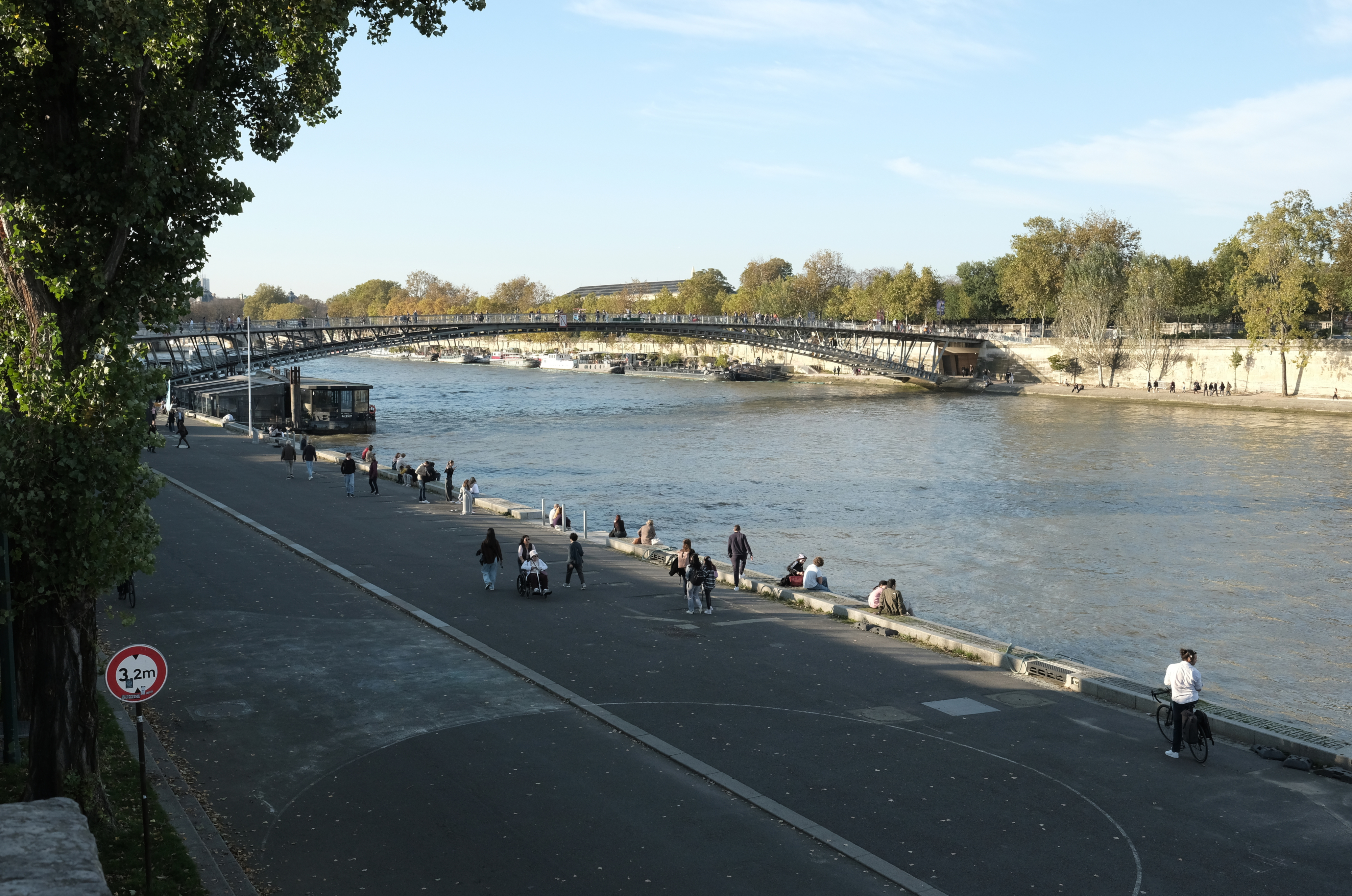
Promenade Édouard-Glissant et passerelle Léopold-Sédar-Senghor.

La promenade, qui fait partie du port de Solférino, commence au pont Royal et se termine à la passerelle Léopold-Sédar-Senghor, au niveau du quai Anatole-France et de la rue de la Légion-d'Honneur.
Le quartier est desservi par la ligne 12 à la station Solférino et par la ligne C du RER à la gare du Musée d'Orsay.
La voie donne accès au musée d'Orsay.
La promenade fait face au quai Aimé-Césaire et au jardin des Tuileries, situés sur la rive droite de la Seine.

## Origine du nom

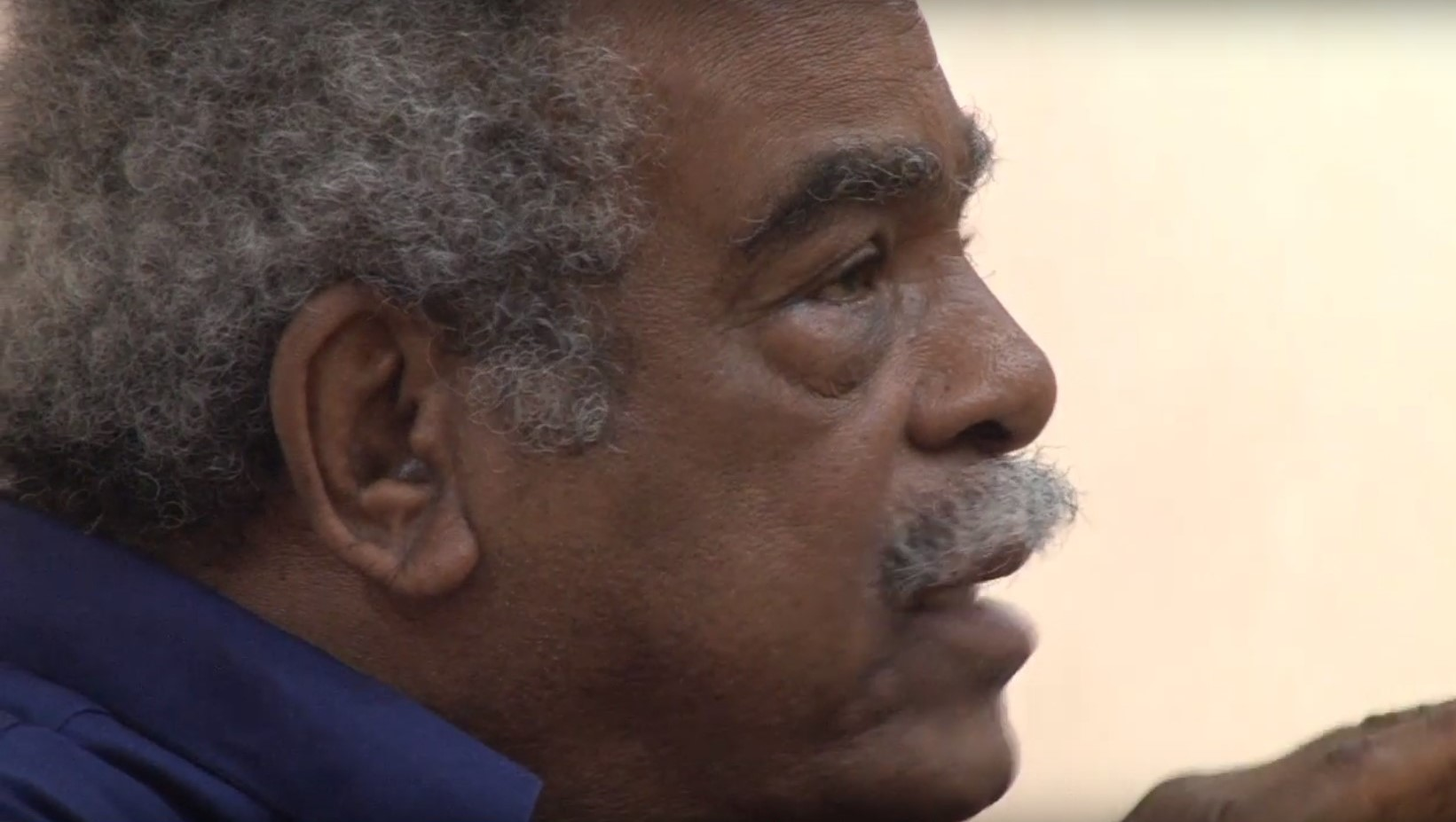
Édouard Glissant.

Cette voie porte le nom d'Édouard Glissant (1928-2011), écrivain, poète et philosophe français de la Martinique.
Une rue portait son nom par le passé dans le 20e arrondissement. À la suite du réaménagement de la porte de Montreuil, la rue est vouée à disparaître, d'où le vœu de donner le nom à une autre voie en hommage à Édouard Glissant.

## Historique
La voie a été inaugurée le 21 septembre 2021, date anniversaire de la naissance du philosophe.